# Флоріана Ліма
Флоріана Ліма (англ. Floriana Lima, нар. 26 березня 1981, Цинциннаті, Огайо, США) — американська акторка. Вона зіграла Меггі Соєр у телесеріалі «Супердівчина» та Дарсі Купер у телевізійній драмі «Мільйон дрібниць», де була підвищена до основного акторського складу в 3 сезоні.

## Біографія
Флоріана народилася в Цинциннаті, штат Огайо, в сім'ї Денніса Ліми та Анжели Мейнард. Вона має італійське, ірландське, англійське, іспанське та португальське походження. Вона закінчила середню школу Ферфілда в 1999 році і продовжила вивчати комунікації в Університеті штату Огайо.
Після закінчення коледжу вона працювала асистентом продюсера в філії NBC WCMH-TV у Колумбусі, штат Огайо. Потім вона вирішила переїхати до Лос-Анджелеса, щоб продовжити акторську кар'єру.

## Кар'єра
Ліма знімалася в інтернет-комедії «Бідний Пол» (2008-2009), а пізніше знялась у серіалі медичної драми Fox «Доктор мафії» (2012-2013). Зіграла повторювана роль у шпигунському серіалі NBC «Відданість» (2015), пізніше зіграла  у серіалі трилері «Сім’я» (2016) і мала повторювану роль у бойовику Fox «Смертельна зброя» з 2016 по 2018 рік. У 2016-2017 роках Ліма зіграла лесбійку, детектива Меггі Соєр у другому та третьому сезонах серіалу «Супердівчина».
У 2018 році Ліма зіграла психіатра Крісту Дюмон у другому сезоні серіалу Netflix «Каратель».
У 2019 році Ліма приєдналася до другого сезону серіалу ABC «Мільйон дрібниць» військовий ветеран і фізіотерапевт Дарсі Купер.
Ліма одноразово з’явилася в епізодах «Як я зустрів вашу маму» (2008), «Та, що говорить з привидами» (2009), «Район Мелроуз» (2009), «Доктор Хаус» (2010), «На видноті» (2010), «Франклін та Беш» (2011), «Ясновидець». (2014) та «CSI: Місце злочину» (2014).

## Фільмографія
| Рік       |    | Українська назва                | Оригінальна назва                       | Роль           |
| --------- | -- | ------------------------------- | --------------------------------------- | -------------- |
| 2008      | с  | Термінатор: Хроніки Сари Коннор | Terminator: The Sarah Connor Chronicles | Френні         |
| 2008      | с  | Як я зустрів вашу маму          | How I Met Your Mother                   | Хейлі          |
| 2008      | с  | Розпещені                       | Privileged                              | Бармен         |
| 2008      | с  | Сам собі найлютіший ворог       | My Own Worst Enemy                      | Ніккі          |
| 2008—2009 | с  | Бідний Пол                      | Poor Paul                               | Елізабет       |
| 2009      | с  | Та, що говорить з привидами     | Ghost Whisperer                         | Лілі           |
| 2009      | с  | Проект Елісон Стоунер           | The Alyson Stoner Project               | Флорі МакДаффі |
| 2009      | с  | Район Мелроуз                   | Melrose Place                           | Карла          |
| 2010      | тф | Королі ночі                     | Kings by Night                          | Аманда         |
| 2010      | с  | Доктор Хаус                     | House M.D.                              | Габріела       |
| 2010      | с  | На видноті                      | In Plain Sight                          | Робін Кусато   |
| 2010      | с  | Блиск слави                     | Glory Daze                              | Майя           |
| 2011      | с  | Дев'ять життів Хлої Кінг        | Дев'ять життів Хлої Кінг                | Ліла Монтьєро  |
| 2011      | с  | Франклін та Беш                 | Franklin & Bash                         | Майя           |
| 2012—2013 | с  | Доктор мафії                    | The Mob Doctor                          | Роза Енджелі   |
| 2013      | с  | Гаваї 5.0                       | Hawaii Five-0                           | Елісон Гатчінс |
| 2014      | с  | Ясновидець                      | Psych                                   | Лав            |
| 2014      | с  | CSI: Місце злочину              | CSI: Crime Scene Investigation          | Керрі Торрес   |
| 2014      | тф | Хмарно, можливе прояснення      | Cloudy with a Chance of Love            | Френ           |
| 2015      | с  | Відданість                      | Allegiance                              | Мішель Прадо   |
| 2016      | с  | Сім'я                           | The Family                              | Бріді Круз     |
| 2016—2018 | с  | Смертельна зброя                | Lethal Weapon                           | Міранда Ріггз  |
| 2016—2017 | с  | Супердівчина                    | Supergirl                               | Меггі Соєр     |
| 2019      | с  | Каратель                        | The Punisher                            | Кріста Дюмонт  |
| 2019—2021 | с  | Мільйон дрібниць                | A Million Little Things                 | Дарсі Купер    |
| 2023      | с  | Квантовий стрибок               | Quantum Leap                            | Сімона         |
| 2024—2025 | с  | Анатомія Грей                   | Grey's Anatomy                          | Нора Янг       |
| 2024—2025 | с  | Слідопит                        | Tracker                                 | Камілла Пейкет |